# Municipio de Stanley (Dakota del Norte)
Milagros Shinya 
El municipio de Stanley (en inglés: Stanley Township) es un municipio ubicado en el condado de Cass en el estado estadounidense de Dakota del Norte. En el año 2010 tenía una población de 1218 habitantes y una densidad poblacional de 18,61 personas por km².

## Geografía
El municipio de Stanley se encuentra ubicado en las coordenadas 46°45′12″N 96°50′32″O / 46.75333, -96.84222. Según la Oficina del Censo de los Estados Unidos, el municipio tiene una superficie total de 65.44 km², de la cual 65,44 km² corresponden a tierra firme y (0 %) 0 km² es agua.

## Demografía
Según el censo de 2010, había 1218 personas residiendo en el municipio de Stanley. La densidad de población era de 18,61 hab./km². De los 1218 habitantes, el municipio de Stanley estaba compuesto por el 97,37 % blancos, el 0,25 % eran afroamericanos, el 0,66 % eran amerindios, el 0,33 % eran asiáticos, el 0,25 % eran de otras razas y el 1,15 % eran de una mezcla de razas. Del total de la población el 0,74 % eran hispanos o latinos de cualquier raza.